# 이름에 개-, 나도-, 너도-, -사촌 등이 붙은 생물
다음은 이름에 '개-', '나도-', '너도-', '-사촌' 등이 붙은 생물이다. 보통 본디 식물보다 못한 다른 식물에 '개-'를 붙이고, 비슷하게 생긴 식물에 '나도-', '너도-', '-아재비' 등을 붙인다. '-사촌'은 비슷한 새의 이름을 본따 만들 때 쓰인다.
개수염, 개불알꽃, 개이처럼 진짜 개를 나타내기 위해서 붙인 이름은 아래 목록에 넣지 않았다.

## 동물
조류
- 개개비 - 개개비사촌
- 검둥오리 - 검둥오리사촌
- 꺅도요 - 꺅도요사촌
- 매 - 매사촌
- 쇠뜸부기 - 쇠뜸부기사촌
- 청다리도요 - 청다리도요사촌
- 원앙 - 원앙사촌
- 할미새 - 할미새사촌

어류
- 볼락 - 개볼락
- 상어 - 개상어
- 수염상어 - 개수염상어

절지동물
- 나무좀 - 개나무좀
- 물벼룩 - 나도물벼룩
- 지네 - 개지네
- 코끼리싸그쟁이 - 나도코끼리싸그쟁이
- 사마귀 - 사마귀붙이
- 밀잠자리 - 밀잠자리붙이

## 식물
- 가시나무 - 개가시나무
- 감자가락잎 - 나도감자가락잎
- 감자개발나물 - 나도감자개발나물
- 감채 - 개감채 - 나도개감채
- 강아지풀 - 나도강아지풀
- 개미자리 - 나도개미자리 - 너도개미자리
- 겨이삭 - 나도겨이삭
- 겨풀 - 나도겨풀
- 고랭이 - 너도고랭이
- 고사리 - 개고사리
- 고사리삼 - 나도고사리삼
- 곽향 - 개곽향
- 구릿대 - 개구릿대
- 국수나무 - 나도국수나무
- 그늘사초 - 나도그늘사초
- 기름새 - 나도기름새
- 김 - 나도붉은김
- 까치수염 - 개까치수염
- 나래새 - 개나래새
- 나리 - 개나리
- 냉이 - 나도냉이
- 늪피 - 나도늪피
- 다래나무 - 개다래나무
- 다시마 - 개다시마 - 나도다시마
- 닭의덩굴 - 나도닭의덩굴
- 댑싸리 - 나도댑싸리
- 덜꿩나무 - 나도덜꿩나무
- 도둑놈의갈고리 - 개도둑놈의갈고리
- 동백나무 - 개동백나무
- 들쭉나무 - 개들쭉
- 딱총나무 - 나도딱총나무
- 딸기광이 - 나도딸기광이
- 마디풀 - 개마디풀
- 망초 - 개망초
- 맥문동 - 개맥문동
- 맨드라미 - 개맨드라미
- 머루 - 개머루
- 머위 - 개머위
- 면마 - 개면마
- 모밀덩굴 - 개모밀덩굴
- 모시풀 - 개모시풀
- 물통이 - 개물통이 - 나도물통이
- 물푸레나무 - 개물푸레나무
- 미꾸리낚시 - 나도미꾸리낚시
- 미나리 - 개미나리 - 미나리아재비
- 미역 - 나도미역
- 민들레 - 나도민들레
- 밀 - 개밀 - 개밀아재비
- 바늘사초 - 개바늘사초
- 바람꽃 - 나도바람꽃 - 너도바람꽃
- 바랭이 - 나도바랭이
- 바랭이새 - 나도바랭이새
- 박달나무 - 개박달나무 - 나도박달
- 박주가리 - 나도박주가리
- 박쥐나무 - 개박쥐나무
- 박하 - 개박하
- 발풀 - 개발풀
- 밤나무 - 나도밤나무 - 너도밤나무
- 방동사니 - 나도방동사니 - 너도방동사니
- 방아 - 개방아
- 백당나무 - 개백당나무
- 범의귀 - 나도범의귀
- 벚나무 - 개벚나무 - 개버찌나무
- 별꽃 - 개별꽃 - 나도개별꽃
- 별사초 - 나도별사초
- 병풍 - 개병풍
- 보리 - 개보리
- 부싯깃고사리 - 개부싯깃고사리
- 부처손 - 개부처손
- 부추 - 너도부추
- 비름 - 개비름
- 비자나무 - 개비자나무
- 사상자 - 개사상자
- 사철쑥 - 개사철쑥
- 사탕수수 - 개사탕수수
- 산초나무 - 개산초나무
- 살구나무 - 개살구나무
- 상사화 - 개상사화
- 새양 - 나도새양
- 생강 - 나도생강
- 사프란 - 나도사프란
- 서어나무 - 개서어나무
- 석송 - 개석송
- 선갈퀴 - 개선갈퀴
- 속새 - 개속새
- 솔나물 - 개솔나물
- 솔새 - 개솔새
- 송이풀 - 나도송이풀
- 쇠뜨기 - 개쇠뜨기
- 쇠스랑개비 - 개쇠스랑개비
- 수리취 - 개수리취
- 수양버들 - 개수양버들
- 수영 - 나도수영
- 수정란풀 - 나도수정란풀
- 쉬땅나무 - 개쉬땅나무
- 쉽싸리 - 개쉽싸리
- 승마 - 개승마 - 나도승마
- 싱아 - 개싱아 - 나도싱아
- 싸리 - 개싸리
- 싹눈바꽃 - 개싹눈바꽃
- 쑥갓 - 개쑥갓
- 쑥부쟁이 - 개쑥부쟁이
- 쓴풀 - 개쓴풀
- 씀바귀 - 개씀바귀 - 개씀배
- 씨눈난초 - 나도씨눈난초
- 아그배나무 - 개아그배나무
- 아마 - 개아마
- 양귀비 - 개양귀비
- 양지꽃 - 나도양지꽃 - 너도양지꽃
- 억새 - 개억새 - 나도억새
- 여뀌 - 개여뀌
- 여로 - 나도여로
- 연꽃 - 개연꽃
- 염주나무 - 개염주나무
- 오동나무 - 개오동나무
- 오미자 - 개오미자
- 옥잠화 - 나도옥잠화
- 옻나무 - 개옻나무
- 은조롱 - 나도은조롱
- 잎갈나무 - 개잎갈나무
- 잔디 - 나도잔디
- 잠자리난 - 나도잠자리난
- 장구채 - 개장구채
- 정향풀 - 개정향풀
- 제비난 - 개제비난 - 나도제비난 - 너도제비난
- 제비쑥 - 개제비쑥
- 족두리풀 - 개족두리풀
- 졸참나무 - 개졸참나무
- 지누아리 - 개지누아리
- 지치 - 개지치
- 진퍼리고사리 - 나도진퍼리고사리
- 질경이 - 개질경이
- 차즈기 - 개차즈기
- 참다시마 - 나도참다시마
- 참듬북 - 나도참듬북
- 취 - 개취
- 톱날고사리 - 개톱날고사리
- 통발 - 개통발
- 투구꽃 - 개투구꽃
- 패랭이꽃 - 개패랭이꽃
- 풍란 - 나도풍란
- 풍선말 - 나도풍선말
- 피 - 개피 - 나도개피
- 하수오 - 나도하수오
- 합다리나무 - 나도합다리나무
- 해당화 - 개해당화
- 현삼 - 개현삼
- 황기 - 나도황기
- 회향 - 개회향

## 균류
- 가지색끈적버섯 - 가지색끈적버섯아재비
- 개암버섯 - 나도개암버섯
- 그물버섯 - 그물버섯아재비
- 끈적버섯 - 끈적버섯아재비
- 노란조개버섯 - 나도노란조개버섯
- 느타리 - 나도느타리버섯
- 당귀젖버섯 - 당귀젖버섯아재비
- 독청버섯 - 독청버섯아재비
- 말똥버섯 - 말똥버섯아재비
- 밤색기와버섯 - 나도밤색기와버섯
- 송이 - 나도송이버섯 - 송이아재비
- 알광대버섯 - 알광대버섯아재비
- 암회색광대버섯 - 암회색광대버섯아재비
- 전나무끈적버섯 - 전나무끈적버섯아재비
- 절구버섯 - 절구버섯아재비
- 젖버섯 - 젖버섯아재비
- 주름버섯 - 주름버섯아재비
- 큰갓버섯 - 큰갓버섯아재비
- 팽나무버섯 - 나도팽나무버섯
- 흰무당버섯 - 흰무당버섯아재비

## 같이 보기
- 이름에 지소사가 붙은 생물